# Svendborg Provsti
Svendborg Provsti er et provsti i Fyens Stift. Provstiet ligger i Svendborg Kommune.
Svendborg Provsti består af 28 sogne med 29 kirker, fordelt på 18 pastorater.

## Pastorater
| Pastorater i Svendborg Provsti  | Pastorater i Svendborg Provsti              | Pastorater i Svendborg Provsti   |
| ------------------------------- | ------------------------------------------- | -------------------------------- |
| Bjerreby-Landet Pastorat        | Bregninge Pastorat                          | Drejø Pastorat                   |
| Egense-Øster Skerninge Pastorat | Fredens Pastorat                            | Gudbjerg-Gudme-Brudager Pastorat |
| Hesselager Pastorat             | Ollerup-Kirkeby Pastorat                    | Oure-Vejstrup-Lundeborg Pastorat |
| Sankt Jørgens Pastorat          | Sankt Nikolaj Pastorat                      | Skårup Pastorat                  |
| Sørup Pastorat                  | Stenstrup-Lunde Pastorat                    | Thurø Pastorat                   |
| Tved Pastorat                   | Vester Skerninge-Ulbølle-Hundstrup Pastorat | Vor Frue Pastorat                |

## Sogne
| Sogne i Svendborg Provsti | Sogne i Svendborg Provsti | Sogne i Svendborg Provsti |
| ------------------------- | ------------------------- | ------------------------- |
| Bjerreby Sogn             | Bregninge Sogn            | Brudager Sogn             |
| Drejø Sogn                | Egense Sogn               | Fredens Sogn              |
| Gudbjerg Sogn             | Gudme Sogn                | Hesselager Sogn           |
| Hundstrup Sogn            | Kirkeby Sogn              | Landet Sogn               |
| Lunde Sogn                | Lundeborg Sogn            | Ollerup Sogn              |
| Oure Sogn                 | Sankt Jørgens Sogn        | Sankt Nikolaj Sogn        |
| Skårup Sogn               | Stenstrup Sogn            | Sørup Sogn                |
| Thurø Sogn                | Tved Sogn                 | Ulbølle Sogn              |
| Vejstrup Sogn             | Vester Skerninge Sogn     | Vor Frue Sogn             |
| Øster Skerninge Sogn      |                           |                           |